# Lindsey Van
Lindsey Van, född 27 november 1984 i Detroit, Michigan, USA, är en amerikansk före detta backhoppare som tävlat sedan 2002. Hon representerar National Sports Foundation.

## Karriär
Lindsey Van började med alpin skidåkning när hon var 7 år gammal. Vid öppningen av Utah Winter Sports Park 1993 provade hon på backhoppning.I de följande åren uppnådde hon goda resultat i flera FIS-tävlingar.
Från 1999 till 2004 har hon vunnit 3 guldmedaljer i amerikanska mästerskap, 1999, 2001 och 2004. Hon har också en silvermedalj från amerikanska mästerskapen 2002.
I FIS Ladies Grand Prix 2003 blev Lindsey Van nummer 3 sammanlagt efter Anette Sagen från Norge och Eva Ganster från Österrike. 2004, 2005 och 2006 blev Van tvåa i Ladies Grand Prix, men vann tävlingen 2007. Hon vann även lagtävlingen 2006 med amerikanska laget.
Lindsey Van debuterade i Kontinentalcupen (COC) 26 januari 2002. Hennes bästa säsonger i kontinentalcupen var säsongerna 2005/2005 och 2005/2006 då hon blev tvåa sammanlagt, båda gångerna efter Anette Sagen. Totalt har hon vunnit åtta deltävlingar i Kontinentalcupen i karriären.
Vid världsmästerskapen 2009 i Liberec, Tjeckien blev hon historiens allra första kvinnliga världsmästaren i backhoppning. Hon vann guldet 4,0 poäng före Ulrike Grässler från Tyskland och 4,5 poäng före Anette Sagen. I världsmästerskapen 2011 i Holmenkollen i Oslo blev hon nummer 34.
Lindey Vans personbästa i skidflygning är 171 meter satt i Vikersundbacken 2004.

## Övrigt
Lindsay Van har varit (och är) en förkämpare för kvinnlig backhoppning. Hon har kämpat för kvinnors rätt att få deltaga i VM och OS. Hon och andra kvinnliga backhoppare stämde IOC inför högsta domstolen i Kanada för att få starta i OS 2010 i Vancouver. Backhopparna förlorade dock och fick inte starta i OS.